# Sharlene Cartwright-Robinson
Sharlene Linette Cartwright-Robinson JP (sinh ngày 4 tháng 9 năm 1971) là một chính trị gia và luật sư của Quần đảo Turks và Caicos, là Thủ hiến của Quần đảo Turks và Caicos. Bà là nữ thủ tướng đầu tiên của lãnh thổ. Bà cũng là người phụ nữ đầu tiên trở thành phó trưởng ban đầu tiên, và sau đó, người đứng đầu Phong trào Dân chủ Nhân dân (PDM).

## Nghề nghiệp
Cartwright-Robinson đã bắt đầu với vai trò luật sự vào năm 1998. Sự nghiệp chính trị của cô bắt đầu vào năm sau với sự bổ nhiệm vào Hội đồng Lập pháp, với tư cách là chủ tịch của nhiều ủy ban, và phục vụ cho đến năm 2003. Bà là một ứng cử viên trong cuộc bầu cử năm 2003, nhưng đã bị đánh bại. Sau khi chính quyền tự trị ở Quần đảo Turks và Caicos bị đình chỉ vào năm 2009, bà trở thành thành viên của Diễn đàn Tư vấn. Bà đã bị loại khỏi vị trí đó vào tháng 5 năm 2012 sau khi Thống đốc Ric Todd chỉ ra rằng những người dự định tham gia cuộc bầu cử vào tháng 11 không nên tiếp tục ngồi vào Hội đồng Tư vấn hoặc Diễn đàn Tư vấn.
Vào tháng 7 năm 2012, Cartwright-Robinson được bổ nhiệm làm Phó lãnh đạo của PDM, dưới quyền Lãnh đạo Oswald Skippings. Trong cuộc bầu cử năm 2012, bà đã tham gia với tư cách là một trong mười một ứng cử viên cho năm ghế lớn tại Quận All Island, nơi bà có được số phiếu bầu cao nhất. Do các quy định trong Hiến pháp mới năm 2011 của Quần đảo Thổ Nhĩ Kỳ và Caicos, việc tranh cử đòi hỏi bà phải từ bỏ quyền công dân sinh ra của mình ở Bahamas. Sau cuộc tổng tuyển cử, đảng của bà (PDM) đã bầu bà làm Lãnh đạo Đảng.
Cartwright-Robinson đã lãnh đạo Phong trào Dân chủ Nhân dân của mình giành chiến thắng trong cuộc tổng tuyển cử tháng 12 năm 2016 đánh bại năm mươi hai ứng cử viên khác cho chức vị thủ tướng. Điều này đã chấm dứt giai đoạn cầm quyền mười ba năm của Đảng Quốc gia Tiến bộ (PNP).

## Cuộc sống cá nhân
Cartwright-Robinson được sinh ra ở Bahamas vào ngày 4 tháng 9 năm 1971, cha mẹ là người Quần đảo Turks và Caicos đang làm việc ở đó, và được cấp hộ chiếu Bahamian. Gia đình bà trở lại Quần đảo Turks và Caicos khi bà sáu tuổi.     

Cartwright-Robinson là người Baptist. Bà đã từng là Giám đốc Thanh niên của Liên đoàn Baptist Turks và Caicos từ năm 2006. Vào năm 2012, bà cũng đã trở thành chủ tịch của Bộ phận Thanh niên Caribbean Baptist Fellowship, đưa cựu giám đốc của bà trở thành thành viên của ban điều hành CBF cũng như một phó chủ tịch của Ủy ban Thanh niên Liên minh Thế giới Baptist. Bà cũng là một thành viên tích cực của Câu lạc bộ Kiwanis.